# ダーク・ヴェルビューレン
ダーク・ヴェルビューレン（Dirk Verbeuren、1975年1月8日 - ）は、ベルギー・アントウェルペン出身のヘヴィメタルミュージシャン（ドラマー）。特に、スウェーデンのメロディックデスメタル/エクストリームメタルバンド・ソイルワークのドラマーとして著名であり、2004年から2016年7月まで在籍し、5枚のスタジオ・アルバムに加えて、ライブ・アルバム/DVD/Blu-rayに音源を残しており、ヨーロッパ、アメリカ合衆国、カナダ、日本、オーストラリア、ロシア、中華人民共和国ではライヴステージに立っている。2016年にアメリカのスラッシュメタルバンド・メガデスに正式加入し、ソイルワークを脱退した。
ヴェルビューレンは、スタジオ・アルバムやライヴの演奏技術によって、メタルシーンの中でも特に知られた存在である。そのため、前述の2バンドの他にもデヴィン・タウンゼンド、フレドリック・トーデンダル（メシュガー）、サテリコン、ジェフ・ルーミス、ウォーレル・デイン、アボーテッド、ナグルファー、スカーヴ、パワーマッド、ザ・プロジェクト・ヘイト・MCMXCIX等、多数のミュージシャン、バンドの作品に参加している。
ヴェルビューレンは、所有するダイ・クローリング・スタジオ (Die Crawling Studio)でセッションドラマーをしたり、TAMAやマイネル・シンバルズの専門家として世界的に活動しており、その様な活動をしていない際には、『Dirk Blasts』と題された教則ビデオや本人によるオンラインのドラム教則を通じて知識や専門技術を伝えている。フランスのナンシーにあるMusic Academy Internationalで10年間、その他を併せて20年もの間、音楽教師を務めていた。
2011年にヴェルビューレンはグラインドコアバンド・ベント・シーを結成した。このバンドには、ナパーム・デスのベーシスト・シェーン・エンバリーとアボーテッドのボーカリスト・スヴェン・ド・クロウェが参加した。
2016年7月、ヴェルビューレンはメガデスの新ドラマーとして正式に加入することが発表された。正式加入が発表される前、ヴェルビューレンは、クリス・アドラーに代わって、メガデスのツアーにセッションメンバーとして参加していた。そして、メガデスへの正式加入によってソイルワークから正式に脱退した。

## 人物
ヴェルビューレンの妻は、写真家のハンナ・ヴェルビューレン (Hannah Verbeuren)である。現在はアメリカ合衆国カリフォルニア州ロサンゼルスに居住している。
ヴェルビューレンはベジタリアンである。

## 音楽的な影響
ヴェルビューレンは、最初に影響を受けたドラマーとして、デイヴ・ロンバード（スレイヤー他）とミック・ハリス（ナパーム・デス他）の2名を挙げている。この他に影響を受けたドラマーとして、ショーン・レイナート（シニック、デス等）、ジーン・ホグラン（テスタメント、デス他）、トーマス・ハーケ（メシュガー）、スティーヴ・フリン（エイシスト他）、ピート・サンドヴァル（モービッド・エンジェル、テロライザー）、モルガン・オーグレン（カイパ）、トニー・ラウリーノ（ナイル他）、そしてチャド・スミス（レッド・ホット・チリ・ペッパーズ他）を挙げている。ヴェルビューレンは、ヒップホップ・ミュージックのファンでもあり、ビースティ・ボーイズやRun-D.M.C.、パブリック・エナミーが10代の頃に気に入っていたヒップホップグループであると述べている。

## 機材
ヴェルビューレンは、TAMAのドラムとドラムスティック、マイネルのシンバル、エヴァンスのドラムヘッド、トゥーントラックのソフトウェア、dBのドラムシューズ、そしてエイリアン・イヤーズのイヤーモニターについてエンドーズ契約を結んでいる。また、ヴェルビューレンはトゥーントラックのための4つの精巧なMIDIドラムパックを録音している。Library of the Extremeの「Blasts and Fills」、「Death & Thrash」、「Fill Insanity」、「Metal Beats」がこの音源である。また、MIDIトラックの内「The Metal Foundry SDX」、「Metal! EZX」についても貢献している。

## 参加バンド

### 現在のメンバー
- メガデス (Megadeth)
- スカーヴ (Scarve)
- ベント・シー（英語版） (Bent Sea)

ドラムスに加えて、ギターも担当している。
- アビサル・ヴォーテックス (Abyssal Vortex)
- アナトミー・オヴ・アイ (Anatomy of I)
- カダヴァー (Cadaver)
- フレヤ (Freya)
- フェーズ・ワン (Phaze I)
- パルス・オブ・ネビュラ (Pulse of Nebulae)
- ザ・プロジェクト・ヘイト・MCMXCIX（英語版） (The Project Hate MCMXCIX)
- ヴェトゥール (Vetur)
- ウィザード・ムーン (Withered Moon)

### 元メンバー
セッション参加を含む
- ソイルワーク (Soilwork)
- アボーテッド（英語版） (Aborted)
- デヴィン・タウンゼンド・プロジェクト (Devil Townsend Project)
- アナオン (Anaon)
- アートソニック (Artsonic)
- ヘッドライン (Headline)
- リザンクシア (Lyzanxia)
- モートゥアリー (Mortuary)
- ニュークリア・ブラスト・オールスターズ (Nuclear Blast Allstars)
- ワン＝ウェイ・ミラー (One-Way Mirror)
- ファズム (Phazm)
- パワーマッド（英語版） (Powermad)
- ソリウム・フェイタリス (Solium Fatalis)
- ステンヴァル (Stenval)
- サブライム・カダヴェリック・デコンポジション (Sublime Cadaveric Decomposition)
- タリアンドロッド (Taliandörögd)
- ウォーレル・デイン (Warrel Dane)
- サテリコン (Satyricon)
- イイルクーン (Yyrkoon)
- セブンス・サークル (7th Circle)
- アクロマ (Akroma)
- アービットレイター (Arbitrator)
- AREA51
- アーセイフェス (Arsafes)
- コロッソ (Colosso)
- コンスピラシー (Conspiracy)
- ダンツィヒ (Danzig)
- エーステネム (Eostenem)
- フォール (Fall)
- インフィニッテッド・ヘイト (Infinited Hate)
- ジェフ・ルーミス (Jeff Loomis)
- カイル・モリソン (Kyle Morrison)
- メールヴォレンス (Malevolence)
- ナグルファー (Naglfar)
- ネヴァーライト (Neverlight)
- ノー・リターン (No Return)
- サイブリード (Sybreed)
- シンセティック (Synthetic)

## ディスコグラフィー

### スカーヴ (Scarve)
- 1994年 Scarve (Demo)
- 1996年 Six Tears of Sorrow (EP)
- 1998年 Opacity (Demo)
- 1998年 Demo '98 #2 (Demo)
- 1999年 Translucence
- 2002年 Luminiferous
- 2004年 Irradiant
- 2004年 Irradiant (Single)
- 2007年 The Undercurrent

### ベント・シー (Bent Sea)
- 2011年 Noistalgia (EP)
- 2013年 Paddling the Pink Canoe in a River of Blood / Partners in Grind (Split)
- 2013年 Usurpress / Bent Sea (Split)
- 2016年 Ascend / Descend (Split)

### アビサル・ヴォーテックス (Abyssal Vortex)
- 2015年 Derelicts of Perdition (EP)

### アナトミー・オヴ・アイ (Anatomy of I)
- 2011年 Substratum

### フレヤ (Freya)
- 2016年 Grim

### フェーズ・ワン (Phaze I)
- 2006年 Phaze I
- 2014年 Uprising

### パルス・オブ・ネビュラ (Pulse of Nebulae)
- 2014年 Elusive Elation (Single)
- 2014年 Cold (Single)
- 2016年 Pulse of Nebulae

### ザ・プロジェクト・ヘイト・MCMXCIX (The Project Hate MCMXCIX)
- 2012年 The Cadaverous Retaliation Agenda
- 2014年 There Is No Earth I Will Leave Unscorched
- 2017年 Of Chaos and Carnal Pleasures

### ウィザード・ムーン (Withered Moon)
- 2015年 Prophecies: The Call of Winter (EP)
- 2016年 Elemental (EP)

### ソイルワーク (Soilwork)
- 2005年 Stabbing the Drama (Single)
- 2005年 Stabbing the Drama
- 2007年 Exile (Single)
- 2007年 Sworn to a Great Divide
- 2010年 Let This River Flow (Single)
- 2010年 The Panic Broadcast
- 2012年 Spectrum of Eternity (Single)
- 2013年 This Momentary Bliss (Single)
- 2013年 Long Live the Misanthrope (Single)
- 2013年 Rise Above the Sentiment (Single)
- 2013年 The Living Infinite
- 2014年 Beyond the Infinite (EP)
- 2015年 Live in the Heart of Helsinki (Live album)
- 2015年 The Ride Majestic (Single)
- 2015年 The Ride Majestic
- 2016年 Death Resonance (Compilation)

### アボーテッド (Aborted)
- 2003年 Goremageddon: The Saw and the Carnage Done
- 2010年 Coronary Reconstruction (EP)

### デヴィン・タウンゼンド・プロジェクト (Devil Townsend Project)
- 2011年 Deconstruction

### アートソニック (Artsonic)
- 1997年 Sonic Area

### ヘッドライン (Headline)
- 1999年 Other Voices (EP)
- 1999年 Voices of Presence
- 2002年 Duality

### リザンクシア (Lyzanxia)
- 2003年 Mindcrimes

### モートゥアリー (Mortuary)
- 2003年 Agony in Red

### ニュークリア・ブラスト・オールスターズ (Nuclear Blast Allstars)
- 2007年 Out of the Dark

### ワン＝ウェイ・ミラー (One-Way Mirror)
- 2008年 One-Way Mirror

### ファズム (Phazm)
- 2004年 Hate at First Seed

### パワーマッド (Powermad)
- 2015年 Infinite

### ソリウム・フェイタリス (Solium Fatalis)
- 2013年 Solium Fatalis

### サブライム・カダヴェリック・デコンポジション (Sublime Cadaveric Decomposition)
- 2007年 Inventory of Fixtures
- 2011年 Sheep'n'Guns

### タリアンドロッド (Taliandörögd)
- 2002年 Neverplace (EP)
- 2004年 The Parting
- 2015年 After the Flesh (EP)

### ウォーレル・デイン (Warrel Dane)
- 2008年 Praises to the War Machine

### イイルクーン (Yyrkoon)
- 2004年 Occult Medicine

### セブンス・サークル (7th Circle)
- 2000年 Collective Minds

### アクロマ (Akroma)
- 2017年 Apocalypse (Requiem)

### アービットレイター (Arbitrator)
- 2015年 Indoctrination of Sacrilege

### AREA51
- 2014年 Judge the Joker

### アーセイフェス (Arsafes)
- 2012年 Onslaught Cocek (Single)

### コロッソ (Colosso)
- 2012年 Peaceful Abrasiveness
- 2012年 Abrasive Peace

### コンスピラシー (Conspiracy)
- 2010年 Irremediable

### ダンツィヒ (Danzig)
- 2017年 Black Laden Crown

### エーステネム (Eostenem)
- 2004年 I Scream You Suffer They Die

### フォール (Fall)
- 2016年 The Insatiable Weakness

### インフィニッテッド・ヘイト (Infinited Hate)
- 2005年 Heaven Termination

### ジェフ・ルーミス (Jeff Loomis)
- 2012年 Plains of Oblivion

### カイル・モリソン (Kyle Morrison)
- 2017年 Pianometal

### メールヴォレンス (Malevolence)
- 2012年 Slithering (Single)
- 2013年 Antithetical

### ナグルファー (Naglfar)
- 2012年 An Extension of His Arm and Will (EP)
- 2012年 Téras

### ネヴァーライト (Neverlight)
- 2017年 Nova Red

### ノー・リターン (No Return)
- 2006年 No Return

### サイブリード (Sybreed)
- 2007年 Antares

### シンセティック (Synthetic)
- 2016年 Here Lies the Truth

### エンジニア参加
- 1994年 Scarve - Scarve (Demo) - カバーアート
- 1999年 Scarve - Translucence - カバーアート
- 2003年 Mortuary - Agony in Red - レイアウト
- 2011年 Devin Townsend Project - Contain Us - リミックス
- 2012年 Colosso - Peaceful Abrasiveness - レコーディング・エンジニア
- 2012年 Colosso - Abrasive Peace - レコーディングエンジニア
- 2013年 Bent Sea - Paddling the Pink Canoe in a River of Blood / Partners in Grind - 音楽プロデューサー、レコーディングエンジニア
- 2013年 Jupiter Society - From Endangered to Extinet - レコーディング・エンジニア
- 2014年 Phaze I - Uprising - レコーディング・エンジニア
- 2014年 The Project Hate MCMXCIX - There Is No Earth I Will Leave Unscorched - レコーディング・エンジニア
- 2015年 Arbitrator - Indoctrination of Sacrilege - レコーディング・エンジニア
- 2015年 Taliandörögd - After the Flesh - レコーディング・エンジニア
- 2015年 Withered Moon - Prophecies: The Call of Winter - レコーディング・エンジニア